# Fenerbahçe SK (piłka siatkowa kobiet)

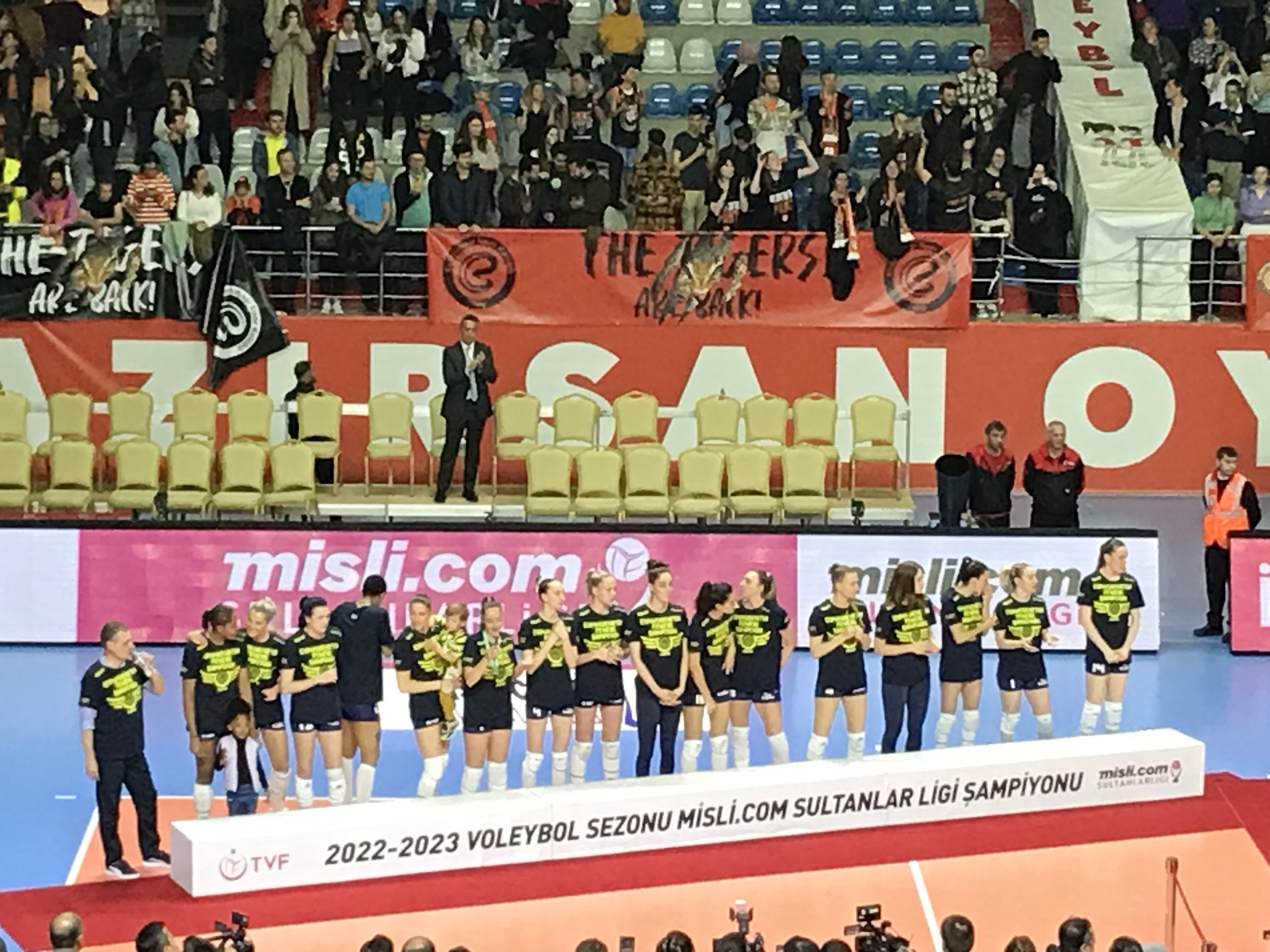
Zawodniczki Fenerbahçe SK Mistrzyniami Turcji w sezonie 2022/2023

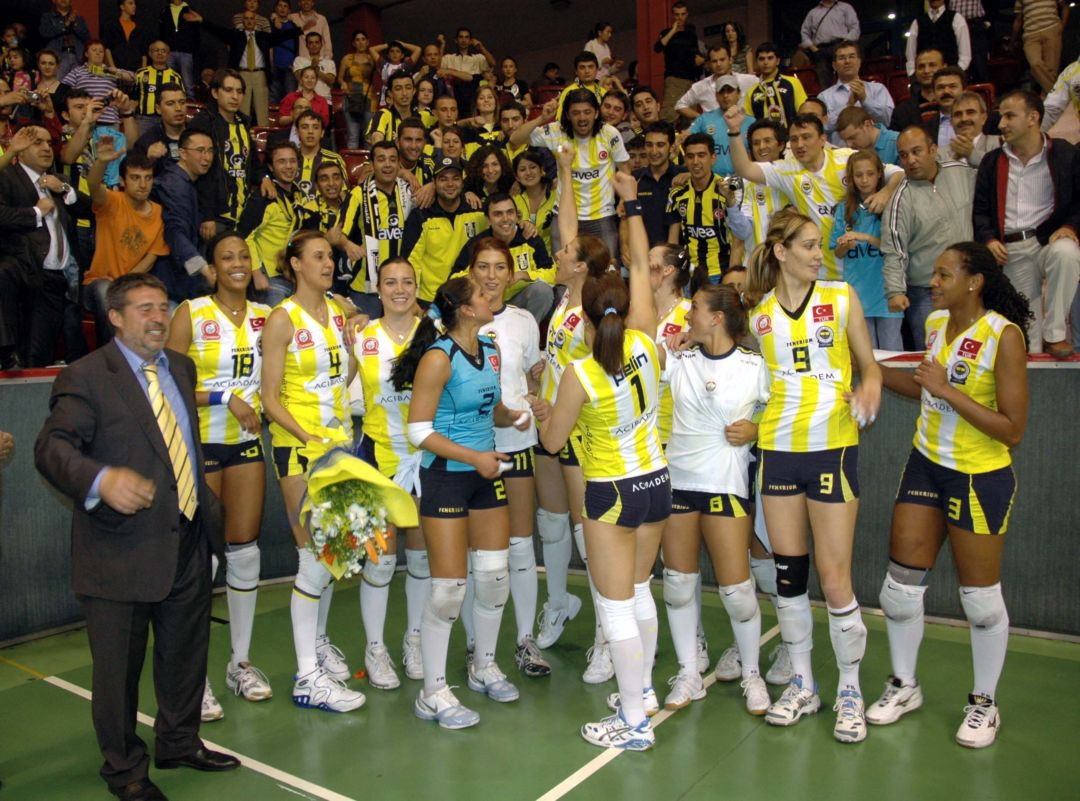
Zawodniczki Fenerbahçe SK w sezonie 2007/2008

Fenerbahçe SK (tur. Fenerbahçe Spor Kulübü) – turecki żeński klub siatkarski powstały w 1954 roku w Stambule. Drużyna występuje w tureckiej najwyższej klasie rozgrywkowej (Aroma Bayanlar Voleybol 1. Ligi). 
W sezonie 2010/2011 zawodniczką tego klubu była Katarzyna Skowrońska-Dolata. W sezonie 2012/2013 barw tego klubu broniła Berenika Okuniewska.

## Nazwy klubu
- 1954-2007 Fenerbahçe Stambuł
- 2007-2011 Fenerbahçe Acıbadem Stambuł
- 2011-2012 Fenerbahçe Universal Stambuł
- 2012-2014 Fenerbahçe Stambuł
- 2014-2018 Fenerbahçe Grundig Stambuł
- 2018-2024 Fenerbahçe Opet Stambuł
- 2024- Fenerbahçe Medicana Stambuł

## Trenerzy
| Lata                      | Imię i nazwisko     |
| ------------------------- | ------------------- |
| 2005–2008                 | Adrıan Kıstak       |
| 2008–2010                 | Jan De Brandt       |
| 2010–2012                 | Zé Roberto          |
| 2012–2013                 | Mehmet Kamil Söz    |
| 2013–2017                 | Marcello Abbondanza |
| 2017–2018 (do 12.02.2018) | Jan De Brandt       |
| 2018–2018 (od 12.02.2018) | Salih Tavacı        |
| 2018–2023                 | Zoran Terzić        |
| 2023–2024                 | Stefano Lavarini    |
| 2024–2025 (do 09.04.2025) | Marco Fenoglio      |
| 2025– (od 11.04.2025)     | Marcello Abbondanza |

## Sukcesy
Mistrzostwo Turcji:
- 1956, 1957, 1958, 1960, 1968, 1969, 1972, 2009, 2010, 2011, 2015, 2017, 2023[3], 2024[4]
- 2007, 2008, 2014, 2016, 2021, 2022[5], 2025[6]
- 2012, 2018, 2019

Klubowe Mistrzostwa Świata:
- 2010
- 2012, 2021

Puchar CEV:
- 2014
- 2013
- 2009

Superpuchar Turcji:
- 2009, 2010, 2015, 2022[7], 2024[8]

Liga Mistrzyń:
- 2012
- 2010
- 2011, 2016

Puchar Turcji:
- 2010, 2015, 2017, 2024[9], 2025[10]

## Polki w klubie
| Lata gry  | Imię i nazwisko             |
| --------- | --------------------------- |
| 2010-2011 | Katarzyna Skowrońska-Dolata |
| 2012-2013 | Berenika Tomsia             |
| 2015-2016 | Katarzyna Skorupa           |
| 2023-2025 | Magdalena Stysiak           |
| 2025-     | Agnieszka Korneluk          |

## Kadra zawodnicza

### Sezon 2025/2026[11]
| Nr                     | Imię i nazwisko       | Data ur. | Wzrost | Pozycja      |
| ---------------------- | --------------------- | -------- | ------ | ------------ |
| 1                      | Hatice Gizem Örge     | 1993     | 170    | libero       |
| 8                      | Aslı Kalaç            | 1995     | 183    | środkowa     |
| 10                     | Arina Fiedorowcewa    | 2004     | 190    | przyjmująca  |
| 12                     | Ana Cristina de Souza | 2004     | 192    | przyjmująca  |
| 14                     | Eda Erdem Dündar      | 1987     | 187    | środkowa     |
| 15                     | Arelya Karasoy        | 1996     | 182    | rozgrywająca |
| 41                     | Liza Safronova        | 2006     | 190    | przyjmująca  |
| 44                     | Melissa Vargas        | 1999     | 193    | atakująca    |
| Potwierdzone transfery |                       |          |        |              |
|                        | Alessia Orro          | 1998     | 183    | rozgrywająca |
|                        | Yuan Xinyue           | 1996     | 201    | środkowa     |
|                        | Agnieszka Korneluk    | 1994     | 200    | środkowa     |
|                        | Bojana Milenković     | 1997     | 185    | przyjmująca  |
|                        | Yaasmeen Bedart-Ghani | 1996     | 192    | atakująca    |
|                        | Hande Baladın         | 1997     | 189    | przyjmująca  |
|                        | Fatma Beyaz           | 1995     | 186    | środkowa     |
|                        | Helin Kayıkçı         | 2005     | 175    | libero       |

### Sezon 2024/2025
| Nr | Imię i nazwisko                    | Data ur. | Wzrost | Pozycja      |
| -- | ---------------------------------- | -------- | ------ | ------------ |
| 1  | Hatice Gizem Örge                  | 1993     | 170    | libero       |
| 3  | Magdalena Stysiak                  | 2000     | 203    | atakująca    |
| 5  | Özlem Güven                        | 1997     | 165    | libero       |
| 8  | Aslı Kalaç                         | 1995     | 183    | środkowa     |
| 9  | Meliha Diken                       | 1993     | 188    | przyjmująca  |
| 10 | Arina Fiedorowcewa (od 11.01.2025) | 2004     | 190    | przyjmująca  |
| 11 | Christina Wuczkowa                 | 1991     | 190    | środkowa     |
| 12 | Ana Cristina de Souza              | 2004     | 192    | przyjmująca  |
| 14 | Eda Erdem Dündar                   | 1987     | 187    | środkowa     |
| 15 | Arelya Karasoy                     | 1996     | 182    | rozgrywająca |
| 16 | Elica Atanasijević                 | 1990     | 194    | przyjmująca  |
| 17 | Bojana Drča                        | 1988     | 185    | rozgrywająca |
| 18 | Dicle Nur Babat                    | 1990     | 192    | środkowa     |
| 41 | Liza Safronova                     | 2006     | 190    | przyjmująca  |
| 44 | Melissa Vargas                     | 1999     | 193    | atakująca    |

### Sezon 2023/2024

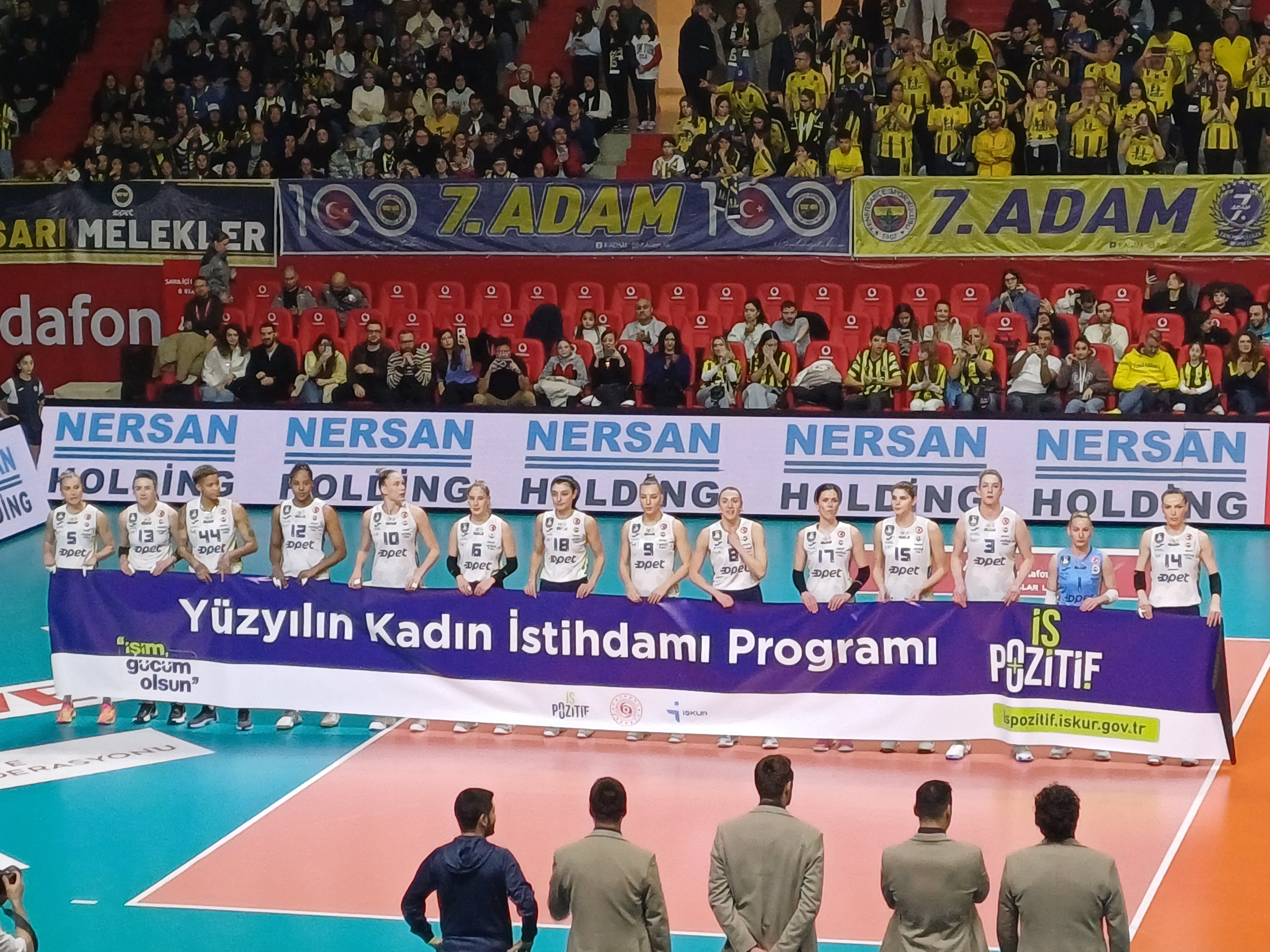
Zawodniczki Fenerbahçe Opet Stambuł w sezonie 2023/2024

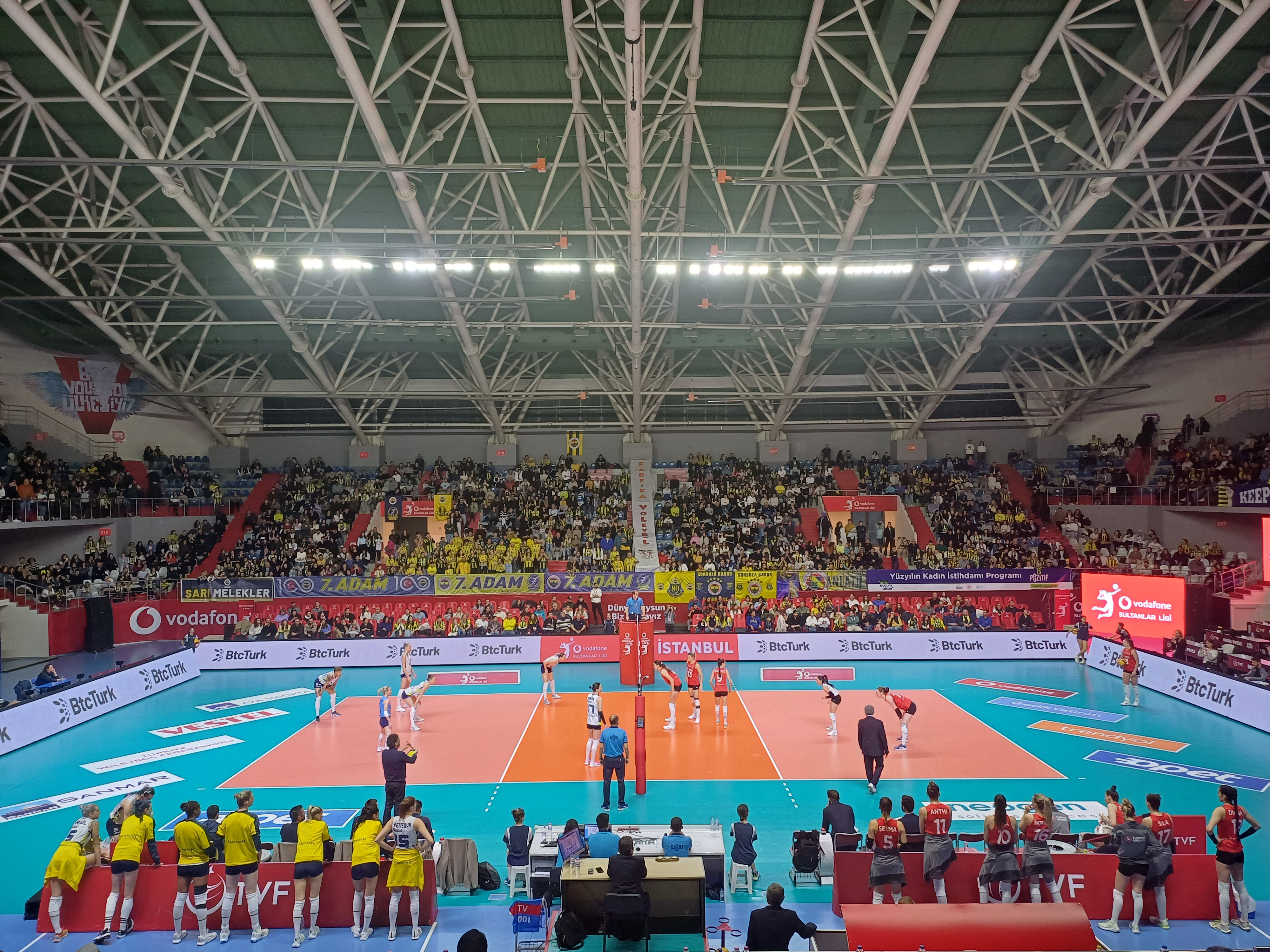
Zawodniczki Fenerbahçe Opet Stambuł w ćwierćfinałowym meczu przeciwko THY Stambuł w sezonie 2023/2024

| Nr | Imię i nazwisko                | Data ur. | Wzrost | Pozycja      |
| -- | ------------------------------ | -------- | ------ | ------------ |
| 1  | Hatice Gizem Örge              | 1993     | 170    | libero       |
| 3  | Magdalena Stysiak              | 2000     | 203    | atakująca    |
| 5  | Ergül Avcı                     | 1987     | 190    | środkowa     |
| 6  | Ada Korkmaz                    | 1997     | 184    | przyjmująca  |
| 7  | Cansu Çetin                    | 1993     | 183    | przyjmująca  |
| 8  | Aslı Kalaç                     | 1995     | 183    | środkowa     |
| 9  | Meliha Diken                   | 1993     | 188    | przyjmująca  |
| 10 | Arina Fiedorowcewa             | 2004     | 190    | przyjmująca  |
| 12 | Ana Cristina de Souza          | 2004     | 192    | przyjmująca  |
| 13 | Meryem Boz                     | 1988     | 190    | atakująca    |
| 14 | Eda Erdem Dündar               | 1987     | 187    | środkowa     |
| 15 | Irina Fietisowa                | 1994     | 190    | środkowa     |
| 16 | İpar Özay Kurt                 | 2003     | 188    | przyjmująca  |
| 17 | Bojana Drča                    | 1988     | 185    | rozgrywająca |
| 18 | Buse Ünal                      | 1997     | 186    | rozgrywająca |
| 44 | Melissa Vargas (od 06.02.2024) | 1999     | 193    | atakująca    |

### Sezon 2022/2023

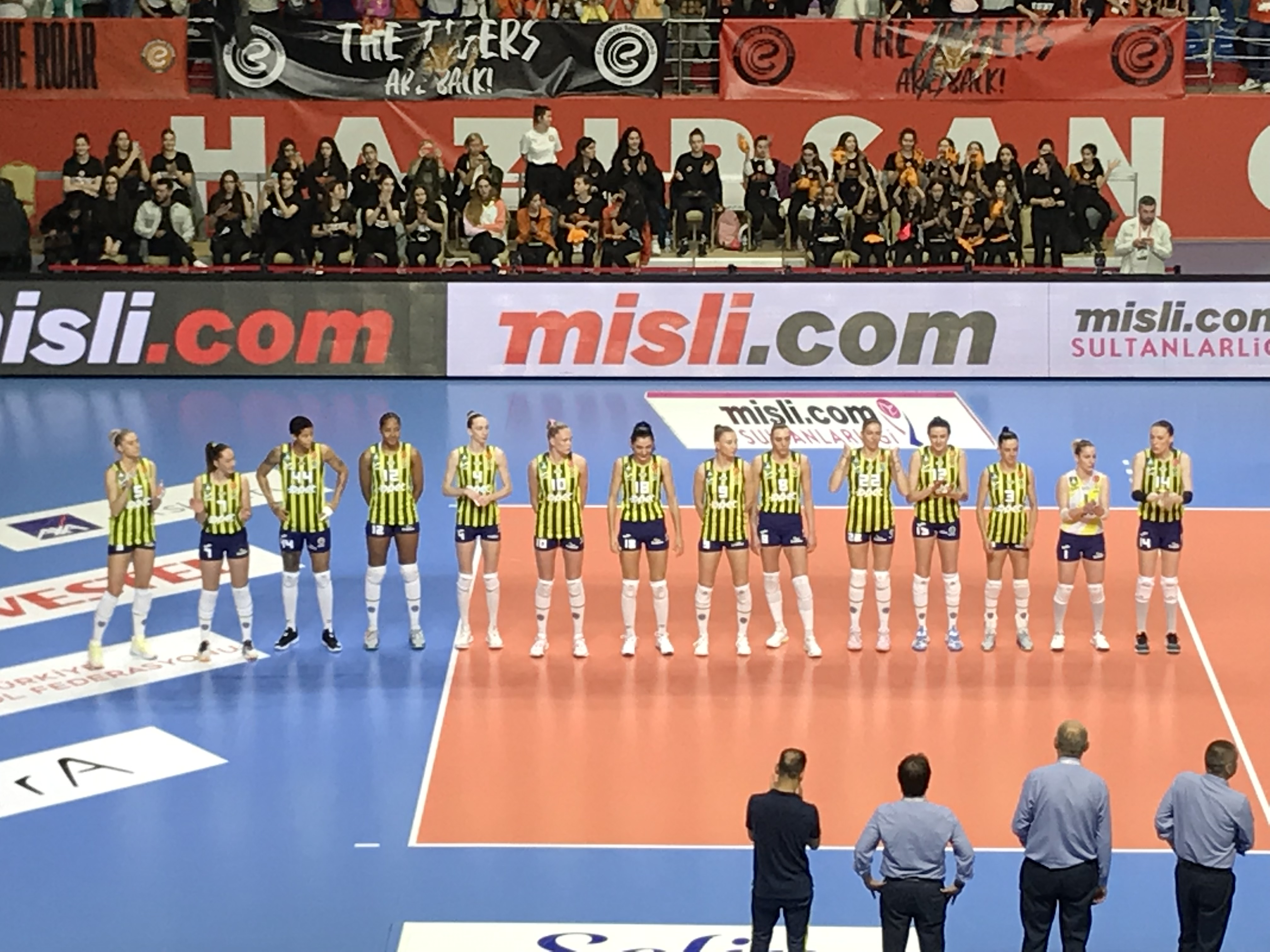
Zawodniczki Fenerbahçe SK w sezonie 2022/2023

| Nr | Imię i nazwisko                    | Data ur. | Wzrost | Pozycja      |
| -- | ---------------------------------- | -------- | ------ | ------------ |
| 1  | Hatice Gizem Örge                  | 1993     | 170    | libero       |
| 3  | Macris Carneiro                    | 1989     | 178    | rozgrywająca |
| 4  | Anna Łazariewa                     | 1997     | 190    | atakująca    |
| 5  | Ergül Avcı                         | 1987     | 190    | środkowa     |
| 7  | Cansu Çetin                        | 1993     | 183    | przyjmująca  |
| 8  | Aslı Kalaç                         | 1995     | 183    | środkowa     |
| 9  | Meliha Diken                       | 1993     | 188    | przyjmująca  |
| 10 | Arina Fiedorowcewa                 | 2004     | 190    | przyjmująca  |
| 12 | Ana Cristina de Souza              | 2004     | 192    | przyjmująca  |
| 13 | Meryem Boz                         | 1988     | 190    | atakująca    |
| 14 | Eda Erdem Dündar                   | 1987     | 187    | środkowa     |
| 16 | İpar Özay Kurt                     | 2003     | 188    | przyjmująca  |
| 18 | Buse Ünal                          | 1997     | 186    | rozgrywająca |
| 22 | Christina Wuczkowa (od 12.01.2023) | 1991     | 190    | środkowa     |
| 44 | Melissa Vargas (od 15.01.2023)     | 1999     | 193    | atakująca    |
| 95 | Beliz Başkır                       | 1998     | 195    | środkowa     |

### Sezon 2021/2022
| Nr | Imię i nazwisko                | Data ur. | Wzrost | Pozycja      |
| -- | ------------------------------ | -------- | ------ | ------------ |
| 1  | Hatice Gizem Örge              | 1993     | 170    | libero       |
| 4  | Anna Łazariewa                 | 1997     | 190    | atakująca    |
| 5  | Beliz Başkır                   | 1998     | 195    | środkowa     |
| 7  | Cansu Çetin                    | 1993     | 183    | przyjmująca  |
| 8  | Dicle Nur Babat                | 1990     | 192    | środkowa     |
| 9  | Meliha İsmailoğlu              | 1993     | 188    | przyjmująca  |
| 10 | Arina Fiedorowcewa             | 2004     | 190    | przyjmująca  |
| 11 | Naz Aydemir Akyol              | 1990     | 186    | rozgrywająca |
| 12 | Ana Cristina de Souza          | 2004     | 192    | przyjmująca  |
| 14 | Eda Erdem Dündar               | 1987     | 187    | środkowa     |
| 15 | Mina Popović                   | 1994     | 187    | środkowa     |
| 16 | İpar Özay Kurt                 | 2003     | 188    | przyjmująca  |
| 17 | Tutku Burcu Yüzgenç            | 1999     | 192    | atakująca    |
| 18 | Buse Ünal                      | 1997     | 186    | rozgrywająca |
| 20 | Melissa Vargas (od 13.01.2022) | 1999     | 193    | atakująca    |

### Sezon 2020/2021
| Nr | Imię i nazwisko                 | Data ur. | Wzrost | Pozycja      |
| -- | ------------------------------- | -------- | ------ | ------------ |
| 1  | Melis Yilmaz                    | 1997     | 165    | libero       |
| 2  | Aylin Sarıoğlu                  | 1995     | 168    | libero       |
| 3  | Gülce Güctekin                  | 2002     | 167    | libero       |
| 4  | Kelsey Robinson (od 21.12.2020) | 1992     | 188    | przyjmująca  |
| 5  | Beliz Başkır                    | 1998     | 195    | środkowa     |
| 6  | Lila Şengün                     | 2002     | 186    | rozgrywająca |
| 7  | Cansu Çetin                     | 1993     | 183    | przyjmująca  |
| 8  | Dicle Nur Babat                 | 1990     | 192    | środkowa     |
| 9  | Melissa Vargas                  | 1999     | 193    | atakująca    |
| 10 | Bianka Buša                     | 1994     | 187    | przyjmująca  |
| 11 | Bahar Toksoy Guidetti           | 1988     | 188    | środkowa     |
| 12 | Brankica Mihajlović             | 1991     | 191    | przyjmująca  |
| 14 | Eda Erdem Dündar                | 1987     | 187    | środkowa     |
| 17 | Naz Aydemir Akyol               | 1990     | 186    | rozgrywająca |
| 19 | Ceren Kestirengöz               | 1993     | 190    | przyjmująca  |

### Sezon 2019/2020
| Nr | Imię i nazwisko                 | Data ur. | Wzrost | Pozycja      |
| -- | ------------------------------- | -------- | ------ | ------------ |
| 1  | Melis Yilmaz                    | 1997     | 165    | libero       |
| 2  | Aylin Sarıoğlu                  | 1995     | 168    | libero       |
| 3  | Kelsey Robinson                 | 1992     | 188    | przyjmująca  |
| 5  | Beliz Başkır                    | 1998     | 195    | środkowa     |
| 7  | Fatma Yıldırım                  | 1990     | 180    | przyjmująca  |
| 8  | Dicle Nur Babat                 | 1990     | 192    | środkowa     |
| 9  | Melissa Vargas                  | 1999     | 193    | atakująca    |
| 10 | Sila Çalışkan                   | 1996     | 185    | rozgrywająca |
| 11 | Bahar Toksoy Guidetti           | 1988     | 188    | środkowa     |
| 12 | Brankica Mihajlović             | 1991     | 191    | przyjmująca  |
| 14 | Eda Erdem Dündar                | 1987     | 187    | środkowa     |
| 15 | Damla Çakıroğlu                 | 1994     | 181    | przyjmująca  |
| 17 | Naz Aydemir Akyol               | 1990     | 186    | rozgrywająca |
| 18 | Jordan Thompson (od 03.01.2020) | 1997     | 193    | atakująca    |
| 19 | Ceren Kestirengöz               | 1993     | 190    | przyjmująca  |

### Sezon 2018/2019
| Nr | Imię i nazwisko       | Data ur. | Wzrost | Pozycja      |
| -- | --------------------- | -------- | ------ | ------------ |
| 1  | Melis Yilmaz          | 1997     | 165    | libero       |
| 2  | Merve Dalbeler        | 1987     | 180    | libero       |
| 3  | Ana Antonijević       | 1987     | 188    | rozgrywająca |
| 4  | Ezgi Dağdelenler      | 1993     | 184    | przyjmująca  |
| 6  | Polen Uslupehlivan    | 1990     | 193    | atakująca    |
| 7  | Fatma Yıldırım        | 1990     | 180    | przyjmująca  |
| 8  | Dicle Nur Babat       | 1990     | 192    | środkowa     |
| 9  | Melissa Vargas        | 1999     | 193    | atakująca    |
| 10 | Merve Tanyel          | 1996     | 176    | przyjmująca  |
| 11 | Bahar Toksoy Guidetti | 1988     | 188    | środkowa     |
| 12 | Samantha Bricio       | 1994     | 188    | przyjmująca  |
| 14 | Eda Erdem Dündar      | 1987     | 187    | środkowa     |
| 15 | Damla Çakıroğlu       | 1994     | 181    | przyjmująca  |
| 17 | Sila Çalışkan         | 1996     | 185    | rozgrywająca |
| 19 | Dobriana Rabadżiewa   | 1991     | 190    | przyjmująca  |

### Sezon 2017/2018
| Nr | Imię i nazwisko       | Data ur. | Wzrost | Pozycja      |
| -- | --------------------- | -------- | ------ | ------------ |
| 1  | Melis Yilmaz          | 1997     | 165    | libero       |
| 2  | Merve Dalbeler        | 1987     | 180    | libero       |
| 4  | Ezgi Dağdelenler      | 1993     | 184    | przyjmująca  |
| 6  | Polen Uslupehlivan    | 1990     | 193    | atakująca    |
| 7  | Çağla Akın            | 1995     | 177    | rozgrywająca |
| 8  | Dicle Nur Babat       | 1990     | 192    | środkowa     |
| 11 | Bahar Toksoy Guidetti | 1988     | 188    | środkowa     |
| 12 | Natália Pereira       | 1989     | 183    | przyjmująca  |
| 13 | Nootsara Tomkom       | 1985     | 169    | rozgrywająca |
| 14 | Eda Erdem Dündar      | 1987     | 187    | środkowa     |
| 15 | Damla Çakıroğlu       | 1994     | 181    | przyjmująca  |
| 17 | Polina Rəhimova       | 1990     | 198    | atakująca    |
| 18 | Mia Jerkov            | 1982     | 192    | przyjmująca  |

### Sezon 2016/2017
| Nr | Imię i nazwisko           | Data ur. | Wzrost | Pozycja      |
| -- | ------------------------- | -------- | ------ | ------------ |
| 1  | Melis Yilmaz              | 1997     | 165    | libero       |
| 2  | Merve Dalbeler            | 1987     | 180    | libero       |
| 5  | Ergül Avcı                | 1987     | 190    | środkowa     |
| 6  | Polen Uslupehlivan        | 1990     | 193    | atakująca    |
| 8  | Dicle Nur Babat           | 1990     | 192    | środkowa     |
| 9  | Meliha İsmailoğlu         | 1993     | 188    | przyjmująca  |
| 10 | Kim Yeon-koung            | 1988     | 192    | przyjmująca  |
| 11 | Ezgi Dilik                | 1995     | 170    | rozgrywająca |
| 12 | Natália Pereira           | 1989     | 183    | przyjmująca  |
| 13 | Nootsara Tomkom           | 1985     | 169    | rozgrywająca |
| 14 | Eda Erdem Dündar          | 1987     | 187    | środkowa     |
| 15 | Şeyma Ercan               | 1994     | 187    | przyjmująca  |
| 16 | Maret Balkestein-Grothues | 1988     | 180    | przyjmująca  |
| 20 | Bahar Toksoy Guidetti     | 1988     | 188    | środkowa     |

### Sezon 2015/2016
| Nr | Imię i nazwisko     | Data ur. | Wzrost | Pozycja               |
| -- | ------------------- | -------- | ------ | --------------------- |
| 2  | Merve Dalbeler      | 1987     | 180    | libero                |
| 3  | Gizem Karadayı      | 1987     | 178    | libero                |
| 5  | Ergül Avcı          | 1987     | 190    | środkowa              |
| 6  | Polen Uslupehlivan  | 1990     | 193    | atakująca             |
| 8  | Dicle Nur Babat     | 1990     | 192    | środkowa              |
| 9  | Meliha İsmailoğlu   | 1993     | 188    | przyjmująca           |
| 10 | Kim Yeon-koung      | 1988     | 192    | przyjmująca           |
| 11 | Ezgi Dilik          | 1995     | 170    | rozgrywająca          |
| 12 | Brankica Mihajlović | 1991     | 191    | przyjmująca/atakująca |
| 13 | Christa Harmotto    | 1986     | 188    | środkowa              |
| 14 | Eda Erdem Dündar    | 1987     | 187    | środkowa              |
| 15 | Şeyma Ercan         | 1994     | 187    | przyjmująca           |
| 16 | Lucia Bosetti       | 1989     | 175    | przyjmująca           |
| 18 | Katarzyna Skorupa   | 1984     | 183    | rozgrywająca          |

### Sezon 2014/2015
| Nr | Imię i nazwisko    | Data ur. | Wzrost | Pozycja      |
| -- | ------------------ | -------- | ------ | ------------ |
| 1  | Christina Bauer    | 1988     | 196    | środkowa     |
| 2  | Merve Dalbeler     | 1987     | 180    | libero       |
| 3  | Madelaynne Montaño | 1983     | 185    | atakująca    |
| 5  | Kristin Hildebrand | 1985     | 185    | przyjmująca  |
| 6  | Polen Uslupehlivan | 1990     | 193    | atakująca    |
| 7  | Elif Öner          | 1984     | 186    | rozgrywająca |
| 8  | Dicle Nur Babat    | 1990     | 192    | środkowa     |
| 9  | Meliha İsmailoğlu  | 1993     | 188    | przyjmująca  |
| 10 | Kim Yeon-koung     | 1988     | 192    | przyjmująca  |
| 11 | Ezgi Dilik         | 1995     | 170    | rozgrywająca |
| 12 | Melis Yilmaz       | 1997     | 166    | libero       |
| 14 | Eda Erdem Dündar   | 1987     | 187    | środkowa     |
| 16 | Lucia Bosetti      | 1989     | 175    | przyjmująca  |
| 17 | Eleonora Lo Bianco | 1979     | 172    | rozgrywająca |
| 18 | Gökçen Denkel      | 1985     | 193    | środkowa     |

### Sezon 2013/2014
- 1.  Christina Bauer
- 2.  Merve Dalbeler
- 4.  Aneta Havlíčková
- 5.  Elif Onur
- 6.  Derye Cayirgan
- 7.  Elif Ağca
- 8.  İpek Soroğlu
- 9.  Seda Tokatlıoğlu
- 10.  Kim Yeon-koung
- 11.  Nilay Özdemir
- 12.  Alisha Glass
- 14.  Eda Erdem
- 16.  Fernanda Garay Rodrigues
- 18.  Gökçen Denkel

### Sezon 2012/2013
- 1.  Mari
- 2.  Merve Dalbeler
- 3.  Nihan Güneyligil
- 4.  Paula Pequeno
- 5.  Elif Onur
- 7.  Elif Ağca
- 8.  İpek Soroğlu
- 9.  Seda Tokatlıoğlu
- 10.  Kim Yeon-koung
- 11.  Nilay Özdemir
- 12.  Berenika Okuniewska
- 13.  Meryem Boz Çalık
- 14.  Eda Erdem
- 15.  Lindsey Berg
- 17.  Duygu Bal
- 18.  Gökçen Denkel

### Sezon 2011/2012
- 1.  Fabiana Claudino
- 3.  Nihan Güneyligil
- 4.  Merve Dalbeler
- 5.  Lubow Szaszkowa
- 6.  Yağmur Koçyiğit
- 7.  Duygu Bal
- 8.  İpek Soroğlu
- 9.  Seda Tokatlıoğlu
- 10.  Kim Yeon-koung
- 11.  Naz Aydemir
- 12.  Seda Uslu
- 14.  Eda Erdem
- 15.  Logan Tom
- 17.  Didem Ege

### Sezon 2010/2011
- 1.  Katarzyna Skowrońska-Dolata
- 3.  Nihan Güneyligil
- 4.  Songül Dikmen
- 5.  Lubow Szaszkowa
- 6.  Ergül Avcı
- 7.  Fofão
- 8.  İpek Soroğlu
- 9.  Seda Tokatlıoğlu
- 10.  Yağmur Koçyiğit
- 11.  Christiane Fürst
- 12.  Çiğdem Can Rasna
- 13.  Nataša Osmokrović
- 14.  Eda Erdem
- 15.  Zülfiye Gündoğdu
- 17.  Naz Aydemir

### Sezon 2009/2010
- 1.  İpek Soroğlu
- 3.  Nihan Güneyligil
- 4.  Songül Dikmen
- 6.  Frauke Dirickx
- 8.  Alice Blom
- 9.  Seda Tokatlıoğlu
- 10.  Cemre Erol
- 11.  Jekatierina Gamowa
- 12.  Çiğdem Can Rasna
- 13.  Nataša Osmokrović
- 14.  Eda Erdem
- 17.  Naz Aydemir
- 18.  Merve Tanıl